# Acacia hadrophylla
Acacia hadrophylla é uma espécie de leguminosa do gênero Acacia, pertencente à família Fabaceae.